# SAFF Club Championship
La SAFF Club Championship è una competizione calcistica organizzata dalla SAFF e riservata principalmente alle squadre dei campionati dell'Asia meridionale, in base al loro ranking AFC.

## Storia
Il presidente della SAFF Kazi Salahuddin voleva creare una competizione regionale per club da quando è stato eletto per la prima volta nel 2009. Per oltre un decennio il piano è rimasto bloccato a causa della mancanza di sponsor. Nel maggio 2023, in seguito al Congresso ordinario della federazione a Dacca, in Bangladesh, è stato annunciato che la competizione si sarebbe probabilmente tenuta per la prima volta nel 2024. Tutte e sette le associazioni membri hanno concordato la sua creazione e la partecipazione alla prima edizione del torneo. Era previsto che ciascuna federazione membro avrebbe ricevuto un posto nella competizione, con la Federatione calcistica dell'India che aveva concesso due posti come membro più numeroso, per un totale di otto partecipanti.
Inizialmente era stato proposto che il torneo si svolgesse in una località centrale per due settimane. Tuttavia, su richiesta dell'India, il formato è stato poi modificato in un formato di andata e ritorno. Si immaginava che si giocasse nell'arco di sei o sette mesi durante le stagioni del campionato nazionale.

## Albo d'oro
| Anno          | Finale   | Finale    | Finale  |
| Anno          | Campione | Punteggio | Seconda |
| ------------- | -------- | --------- | ------- |
| 2026 Dettagli |          |           |         |

## Cannonieri
| Anno | Giocatore | Club | Reti |
| ---- | --------- | ---- | ---- |
| 2024 |           |      |      |